# Hermann Czech

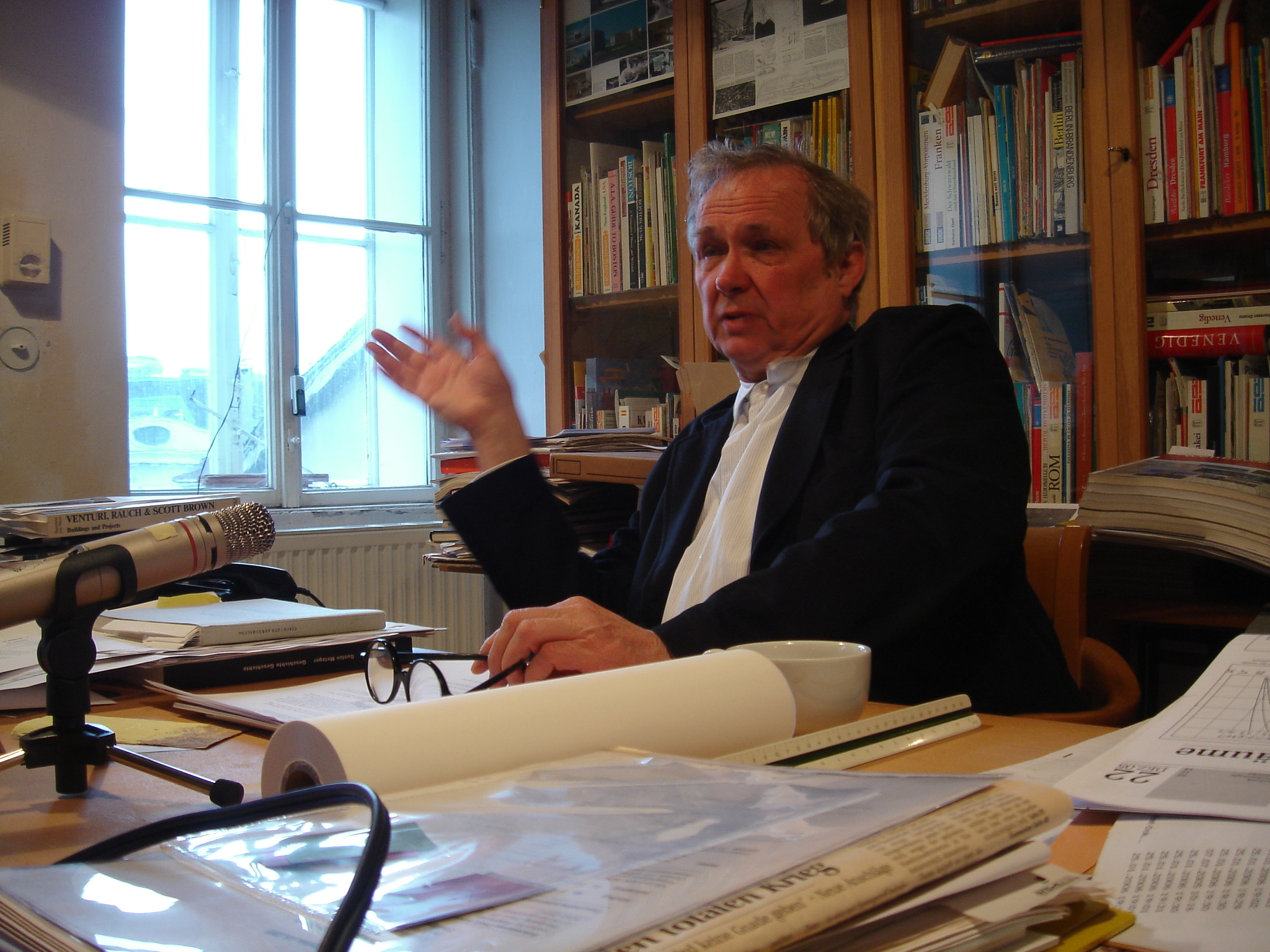
Hermann Czech, 2006

Hermann Czech (* 10. November 1936 in Wien) ist ein österreichischer Architekt.

## Werdegang
Hermann Czech studierte Architektur an der Technischen Hochschule Wien und in der Meisterschule von Ernst Plischke an der Akademie der bildenden Künste in Wien. 1958 und 1959 war er Seminarteilnehmer bei Konrad Wachsmann an der Sommerakademie in Salzburg.
An der Akademie für angewandte Kunst in Wien war er von 1974 bis 1980 Assistent bei Hans Hollein und Johannes Spalt, 1985/86 Gastprofessor an derselben Hochschule. 1988/89 und 1993/94 war er Gastprofessor an der Harvard University in Cambridge/USA, 2004–2007 an der ETH Zürich sowie 2011–2012 an der Akademie der bildenden Künste in Wien.
Sein ungleichartiges architektonisches Werk umfasst Planungen, Wohn-, Schul- und Hotelbauten ebenso wie Interventionen in kleinem Maßstab und Ausstellungsgestaltungen.
Seine Projekte haben starken Bezug zum Kontext und beinhalten bewusst die vorhandenen Widersprüche.
Ab den 1970er Jahren („Architektur ist Hintergrund“) wurde Hermann Czech zum Protagonisten einer neuen „stillen“ Architektur, die „nur spricht, wenn sie gefragt wird“.
Er ist Autor zahlreicher kritischer und theoretischer Publikationen zur Architektur. In seiner Theorie spielen die Begriffe Umbau und Manierismus eine zentrale Rolle.

## Auszeichnungen
- 1985: Preis der Stadt Wien für Architektur
- 1997: Goldenes Ehrenzeichen für Verdienste um das Land Wien
- 1998: Würdigungspreis des Landes Niederösterreich für Architektur
- 2001: Kunstpreis Berlin
- 2007: Ehrenmedaille der Bundeshauptstadt Wien in Gold
- 2014: Anerkennung Ernst-A.-Plischke-Preis für Wohnen am Mühlgrund. Bauteil Czech Wien 2010–2011
- 2016: Österreichischer Kunstpreis aka Hans-Hollein-Kunstpreis für Architektur
- 2024: Großer Österreichischer Staatspreis[2]

## Werke

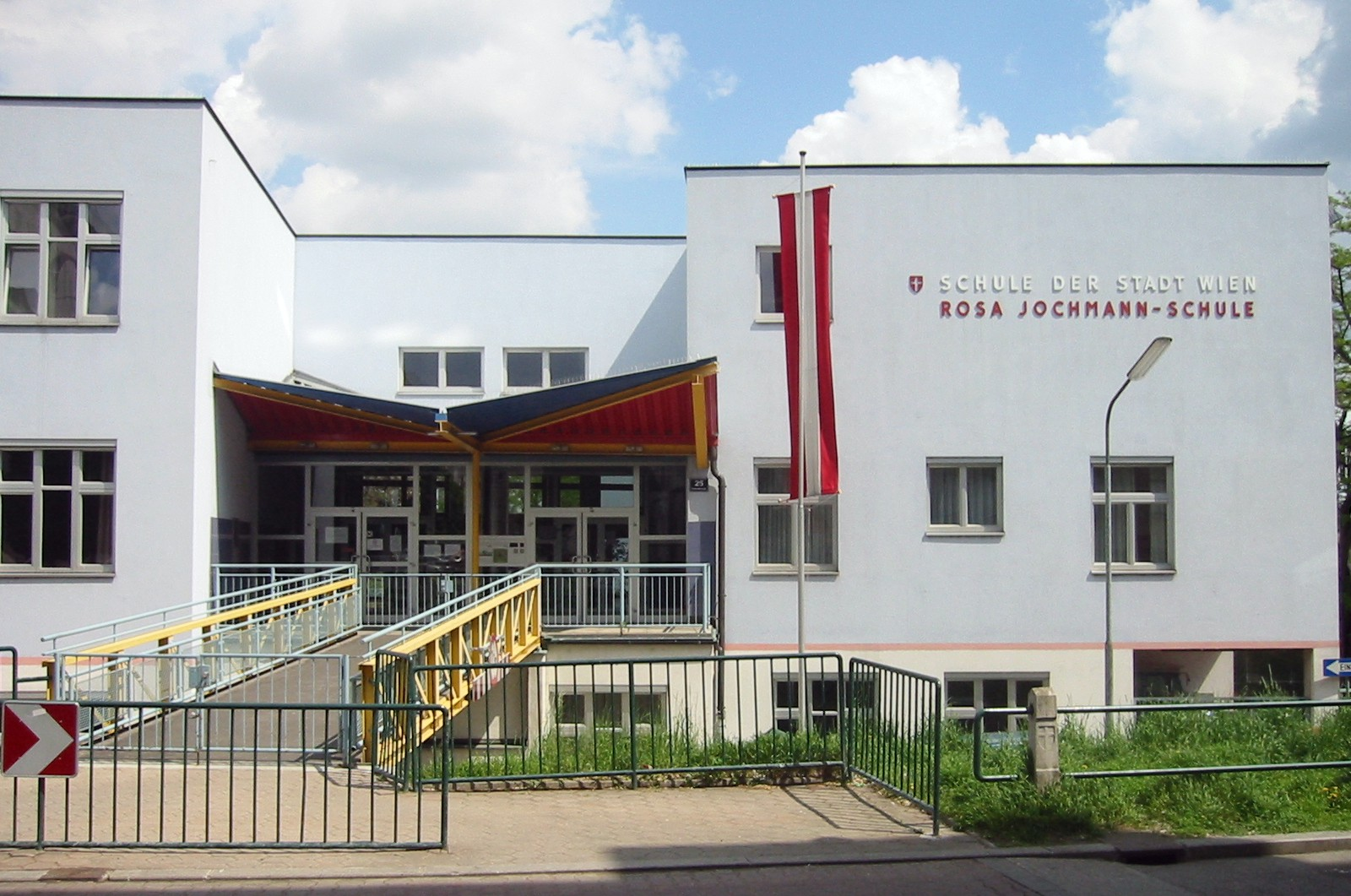
Volksschule Fuchsröhrenstraße, Rosa-Jochmann-Schule, in Wien-Simmering

- 1961–1962: Restaurant Ballhaus, Wien
- 1968–1969: Sommerhaus Jozef Czech[3]
- 1971–1972: Wohnung Klemmer, Wien
- 1970–1974: Kleines Café, Franziskanerplatz 3, 1010 Wien
- 1975–1976: Wunder-Bar, Schönlaterngasse 8, 1010 Wien
- 1973–1979: Antiquariat Löcker & Wögenstein, Wien
- 1977–1979: Zubau Villa Pflaum, Altenberg bei Wien
- 1978–1980: Wohnungseinrichtungen Monika P. und Hanno P., Wien
- 1978–1980: Kunsthandlung Hummel, Wien
- 1977–1981: Wohnhaus, Schwechat bei Wien
- 1980–1983: Haus S., Wien
- 1981–1983: Lokal Salzamt, Ruprechtsplatz 1, 1010 Wien
- 1982–1984: Souterrain-Umbau (Restaurant, Bar, Halle, Bankett-küche und Personalräume) im Palais Schwarzenberg, Wien
- 1985–1986: Antiquitätengeschäft Kaesser, Wien
- 1985–1987: Stadtparksteg, Wien
- 1985–1989: Wohnbau Petrusgasse, Wien
- 1989: Geschäftslokal Arcadia in der Wiener Staatsoper (mit Stephan Seehof), Wien
- 1993: MAK Café im Museum für Angewandte Kunst
- 1989–1994: Wohnbebauung Brunnergasse/Franz-Kamtner-Weg, Perchtoldsdorf bei Wien
- 1991–1994: Winterverglasung der Loggia der Wiener Staatsoper, Wien
- 1991–1994: Volksschule Fuchsröhrenstraße (Rosa-Jochmann-Schule), Wien-Simmering
- 1990–1997: Blockbebauung an der Wendeanlage der U3-West, Wien-Ottakring
- 1992–1997: Umbau Hauptgebäude der Bank Austria, Am Hof, Wien (ehem.  Länderbank)
- 1994–1997: Rekonstruktion und Neunutzung des ehemaligen Arbeitsamtes Liesing von Ernst Plischke
- 1996–1997: Verkaufsfiliale und Zentrallager IKERA/Wein & Co,  Wien
- 1998–2010: Theatercafé, Wien
- 1998–1999: Umbau Haus Schwarzenberg, Turrach
- 2000: Gasthaus Immervoll, Wien
- 1998–2000: Ausstattung Seminarzentrum und Gästehaus Swiss Re, Zürich Rüschlikon mit Adolf Krischanitz
- 1998–2003: Wohnbau Geblergasse, Wien
- 1999–2003: Umbau Oetker, Dachgeschoße und Turm eines Altbaus ab dem 16. Jh., Wien
- 2003–2004: Einrichtung Bundestheaterkassen, Wien
- 2002–2005: Hotel Messe, Wien
- 2004–2005: Weinhaus PUNKT, Kaltern/Südtirol
- 2004–2007: Umbau Urbanihaus, Wien
- 2007: Mustersiedlung 9=12, Wien
- 2011: Generationen-Wohnen am Mühlgrund, Wien
- 2017: Cin Cin Buffet, Schottenbastei 2, 1010 Wien

## Planungen
- 1967: kritischer U-Bahn-Netzentwurf für Wien mit Friedrich Kurrent, Johannes Spalt, Hugo Potyka & Otto Steinmann
- 1974: Wettbewerbsprojekt Donauinsel Wien
- 1982–1983: Wettbewerbsprojekt Wientalbrücke mit Heinrich Mittnik
- 1985–1989: Generelle Planung U-Bahn-Abschnitt U3-West, Wien
- 1993: Städtebauliches Gutachten Oranienburg
- 2001–2002: Hochhausstudie Innsbruck (mit weiteren Autoren)

## Ausstellungen
- 1980: Forum Design, Linz
- 1980, 1991, 2000 & 2012: Teilnahme Architektur-Biennale Venedig
- 1987: Einzelausstellung 9H Gallery London
- 1996: Einzelausstellung im Schweizerischen Architekturmuseum Basel
- 1996–1997: Einzelausstellung Architekturforum Aut. architektur und tirol in Innsbruck
- 2024: Einzelausstellung fjk3 – Raum für zeitgenössische Kunst fjk3 – Raum für zeitgenössische Kunst in Wien

## Ausstellungsgestaltungen
- 1984: von hier aus, Düsseldorf
- 1988: Wien 1938, Rathaus Wien
- 1989: Wunderblock, Wien
- 1996: XIX Triennale di Milano, Rahmengestaltung der internationalen Beiträge
- 1997: Schubert 97, Wien
- 2015: Der Wiener Kreis, Universität Wien